# Chrisman (Illinois)
Chrisman város az USA Illinois államában, Edgar megyében, Ross Township területén. Lakosainak száma 1312 fő (2020. április 1.).

## Népesség
A település népességének változása:
| Lakosok száma | 541  | 1343 | 1312 |
|               | 1880 | 2010 | 2020 |